# Apoštolská nunciatura v Portugalsku
Apoštolská nunciatura, neboli vyslanectví Svatého stolce ve Portugalské republice, je instituce plnící diplomatickou úlohu. Apoštolský nuncius je diplomat na úrovni velvyslance zastupující Svatý stolec. Sídlem apoštolského nuncia je hlavní město Portugalska Lisabon.

## Dějiny
Roku 1527 vzniklo stálé papežské zastoupení u portugalského královského dvora, i když nunciové byli jmenováni již od konce 15. století. V době, kdy bylo Portugalsko spojeno personální unií se Španělskem (1580–1640), byla nunciatura zrušena, a v Lisabonu sídlil pouze apoštolský kolektor, tedy vlastně výběrčí papežských tax a daní, s pravomocemi nuncia. V roce 1670 byl úřad nuncia znovu obnoven. Diplomatické vztahy mezi papežstvím a Portugalskem byly přerušeny také v letech letech 1728–1732, 1761–1769, 1834–1842 e 1910–1918

## Seznam apoštolských nunciů v Portugalsku

### 15. a 16. století
- Giusto Baldini, O.S.B. (1481–1493)
- Antonio Pucci (1514–1515)
- Manuel de Noronha (1518)
- Martinho de Portugal (1527–1529)
- Marco Vigerio della Rovere (1532–1536)
- Girolamo Recanati Capodiferro (1536–1539)
- Ferdinando Vasconcellos de Menezes (1538–1542)
- Luigi Lippomano (1542 – 1544)
- Giovanni Ricci (1544–1550)
- Pompeo Zambeccari (1550–1560)
- Prospero Santacroce (1560–1561)
- Giovanni Campeggi (1561–1563)
  - Flaminio Donato di Aspra (1563–1574) (kolektor)
  - Giovanni Andrea Caligari (1574–1577) (kolektor)
  - Roberto Fontana (1577–1578) (kolektor)
- Alessandro Frumento (1578–1580)
  - Alessandro Riario (1580–1583) (kolektor)
  - Roberto Fontana (1583–1584) (kolektor)
  - Alfonso Visconti (1584–1586) (kolektor)
  - Muzio Bongiovanni (1586–1588) (kolektor)
  - Giovanni Battista Biglia (1588–1592) (kolektor)
  - Fabio Biondi (1592–1596) (kolektor)
  - Ferdinando Taverna (1596–1598) (kolektor)

### 17. století
- - Decio Carafa (1598–1604) (kolektor)
  - Fabrizio Caracciolo (1604–1609) (kolektor)
  - Gasparo Albertoni (1609–1614 deceduto) (kolektor)
  - Ottavio Accoramboni (1614–1620) (kolektor)
  - Vincenzo Landinelli (1620–1621) (kolektor)
  - Antonio Albergati (1621–1624) (kolektor)
  - Giovanni Battista Maria Pallotta (1624–1626) (kolektor)
  - Lorenzo Tramalli (1627–1634) (kolektor)
  - Alessandro Castracani (1634–1640) (kolektor)
  - Girolamo Battaglia (1640–1646) (kolektor)
  - Vincenzo Nobili (1647–1650) (kolektor)
- Francesco Ravizza (1670–1673)
- Marcello Durazzo (1673–1685)
- Francesco Niccolini (1685–1690)
- Sebastiano Antonio Tanara (1690–1692)
  - Francesco Maria Abbati (1692–1692) (internuncius)
- Giorgio Cornaro (1692–1697)

### 18. století
- Michelangelo dei Conti (1698–1706)
- Vincenzo Bichi (1709–1720)
- Giuseppe Firrao (1720–1730)
- Gaetano de Cavalieri (1732–1738)
- Giacomo Oddi (1739–1743)
- Luca Melchiore Tempi (1744–1753)
- Filippo Acciaioli (1754–1761 vyhnán z Portugalska)
- Vincenzo Ranuzzi (1782–1785)
- Carlo Bellisomi (1785–1794)
- Bartolomeo Pacca (1794–1801)

### 19. století
- Lorenzo Caleppi (1801–1816)
- Giovan Francesco Compagnoni Marefoschi (1816–1820)
- Giacomo Filippo Fransoni (1823–1826)
- Alessandro Giustiniani (1827–1832)
- Filippo de Angelis (1832–1838)
  - Francesco Capaccini (1841–1844) (internuncius)
- Camillo Di Pietro (1844–1856)
- Innocenzo Ferrieri (1856–1868)
- Luigi Oreglia di Santo Stefano (1868–1873)
- Domenico Sanguigni (1874–1879)
- Gaetano Aloisi Masella (1879–1883)
- Vincenzo Vannutelli (1883–1890)
- Domenico Maria Jacobini (1891–1896)
- Andrea Aiuti (1896–1903)

### 20. století
- Giuseppe Macchi ( 1904–1906)
- Giulio Tonti ( 1906–1910)
  - Sede vacante (1910–1918)
- Achille Locatelli (1918–1922)
- Sebastiano Nicotra (1923–1928)
- Giovanni Beda Cardinale, O.S.B. (1928–1933)
- Pietro Ciriaci (1934–1953)
- Fernando Cento (1953–1958)
- Giovanni Panico (1959–1962)
- Maximilien de Fürstenberg ( 1962–1967)
- Giuseppe Maria Sensi (1967–1976)
- Angelo Felici (1976–1979)
- Sante Portalupi (1979–1984)
- Salvatore Asta (1984–1989)
- Luciano Angeloni (1989–1993)
- Edoardo Rovida (1993–2002)

### 21. století
- Alfio Rapisarda (2002–2008)
- Rino Passigato (2008–2019)
- Ivo Scapolo, od 29. srpna 2019